# Урал (Варгашинський район)
Ура́л (рос. Урал) — присілок у складі Варгашинського району Курганської області, Росія. Входить до складу Мостовської сільської ради.
Населення — 198 осіб (2010, 288 у 2002).